# 霍邑之战
霍邑之战于617年9月8日在反叛的唐国公李渊的军队和隋朝军队之间发生。李渊正率大约25,000人的军队沿汾水南下进军都城大兴城。因大雨，他的进军受阻两周，在霍邑遇到了隋朝的20,000或30,000精兵。李渊的骑兵在两位大儿子统领下将隋军从城墙的保护下诱出，但在两军第一次交锋时，李渊军最初被击退。当时可能是因李渊的战略，唐军侧翼的机动骑兵赶到出现在隋军后方，隋军溃败，向霍邑逃回。李渊的骑兵却切断了他们的退路。防御薄弱的霍邑被攻克，唐军继续进军大兴城，11月大兴城为其所陷。次年，李渊废隋，自称皇帝，开创唐朝。

## 背景
隋朝第二任皇帝隋炀帝末年，朝廷的权威开始衰落。主要原因是拖延而无果的三征高句丽造成的物力和人力消耗。加上天灾，越来越多的人被征兵作战，囤积的粮食也不足以满足军队的需求，引发了地方的不满。结果，从大業七年（611年）起，全国各地就有地方叛乱，而皇帝的信誉和合法性也因军事失败而缩小， 野心勃勃的地方权贵受到鼓舞起来挑战他的统治。炀帝却继续经营高句丽战事，直到全国动乱、强大的东突厥也与他为敌，才意识到局势的严重性；十二年（616年），他放弃北方，退到江都，一直在那里直到于十四年（618年）遇弑。
皇帝退居后，地方官和权贵涌现、称雄。九个主要的竞争者涌现，一些称帝了，一些如河南的李密用相对适中的王号。地理位置最好的竞争者之一是地处西北的太原留守唐国公李渊。他是与隋朝有亲戚的贵族家庭子孙，又有显赫军功，是帝位的显然竞争者。他的治所拥有太行山卓越天然的防御，高度军事化的人口，又在两座都城大兴城（长安）和洛阳附近。

## 李渊南下

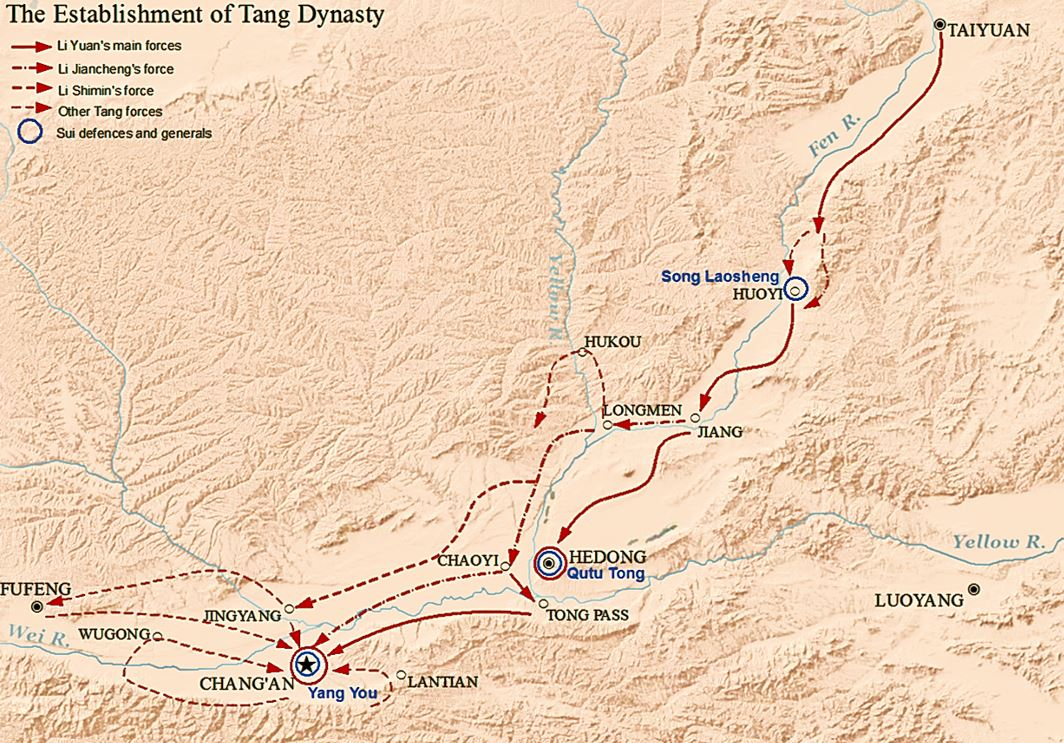
李渊从太原进军长安

传统史书强调李渊最初是拒绝叛隋的，是被高级谋士和次子（也是最终的继承人）李世民说服的。事实上至少早在大业十三年（617年）初受任为太原留守时，他就在考虑起兵了，也是起兵的主要推动者。年中，他开始在治所额外组建军队，杀了炀帝所任命监视他的两个副手郡丞王威和虎牙郎将高君雅。他还和东突厥有权势的可汗始毕结盟，后者确保他的北境不会被突厥入侵，并提供人，最重要的是提供他所缺的马。六月，李渊的嫡长子李建成和四子李元吉从河东郡来归，晋阳宫监裴寂通过李建成和李世民进言建议李渊打拥隋旗号，废炀帝，拥立西京留守皇孙代王杨侑为帝。李渊建立大将军府，招募义兵。
李渊的军事行动被部下记室参军温大雅详细记录。7月中，李渊的大儿子们李建成和李世民发起第一次远征，攻打沿汾水更南的忠于隋朝的西河郡，成功在数日内将其攻克，返回太原。最后在准备已充分后，8月10日，李渊开始沿汾水南下进军大兴城。他的“义师”有30,000人，以本地民兵鹰扬府兵为基础，还有大约10,000新招募的义兵。他15岁的儿子李元吉被任为镇北将军、太原留守，李建成和李世民随父为助手，分别为左、右领大都督。通议大夫张纶等率小股军队受命与主力平行进军，经略更西的稽胡和忠于隋朝的离石、龙泉、文成诸郡，确保侧翼安全。
8月末，因大雨，李渊的进军在贾胡堡受阻两周，给了隋朝政府反应的时间：杨侑派骁卫大将军屈突通率数万骁果屯于黄河上的河东郡，虎牙郎将宋老生率20,000精兵北进到贾胡堡南五十余里的霍邑驻扎以迎战李渊，两支军队彼此呼应。霍邑地处沿汾水流向的道路所经过的峡谷南端出口，提供了查看北面军队的优越位置。当时李渊军粮未到，得知宋老生到了后，一些人开始提出撤回太原，担心他们在外时，距宋老生不远的突厥会如流言所说在依附突厥的刘武周帮助下破坏和约攻打太原，也担心李密心思难测。在会议上，李渊的两个儿子坚争应该继续作战，指出突厥和刘武周并非倾心合作，李密未及有所远略，宋老生轻躁可取，等雨停了就可以进军死战杀宋老生、夺取霍邑，而一旦退兵，敌人们会不约而同杀来，自己将进退失据。后来右光禄大夫武士彟、记室唐俭也入内谏阻回师，李渊同意了他们的意见，并派两个儿子分道连夜追回了先期撤回的左军，而太原也将粮食运到。李渊笑宋老生年轻，与屈突通二人轻敌自以为不需要援兵，只要放缓让敌人以为自己胆怯再出其不意，不用一两个月就能擒住他们。9月8日雨停后，李渊军出营。之前有白衣老人拜访军门，自称受霍山神所使，称李渊为大唐皇帝，指点李渊沿山兵出霍邑东南，神能为其破敌，求日后立祠。于是李渊军没有沿峡谷行军，而是选择了霍邑东南傍山的小路，前行七十余里。小路险峻，霍邑看不到这里的行军，但大路上距离霍邑十里的地方，霍邑城上就能看见军队。李渊军刚走小路时有雾，后来便晴朗了。
因张纶等的军队落在后面，到霍邑的李渊军少于最初的30,000人，可能少达25,000人。这支主要由步兵组成的军队被分为六部分，分别由统军长孙顺德、刘弘基、窦琮等统领，李建成和李世民各统左右三军。此外还有几百骑兵。这时始毕可汗也开始派出军马相助，正在攻打洛阳的李密也写信请求与李渊联合。河东县县长卢赤松与李渊有旧，闻其到霍邑，弃县迎接。隋军的信息记载很少，仅知宋老生军是精锐的勇士。一些史料记载其军力达30,000；这可能是错误，或表示霍邑有额外新招募的军队。

## 战斗

唐高祖李渊

随后的战斗有两种记载，即温大雅在《大唐创业起居注》的记载和后来官修史书的记载，后者强调李世民的作用而略写其父和他在玄武门之变中所杀并取代其皇太子地位的兄长李建成的作用。两种记载难以统一，但温大雅的记载虽然不完备，却因是目击者所记而更被采信。
李渊担心宋老生会拒绝作战，会将他迫入长期而消耗的围城战。李建成、李世民说：“老生出身寒微，勇而无谋，只是讨伐抓捕小盗贼才有名声，以轻骑挑战之，无不出之理；如果其固守，我们就诬陷他私通我们。他害怕被左右所劾奏，怎敢不出！”李渊说：“你们估计得对，老生不能来贾胡堡挑战，我知道他无能为了！”李渊婿右领军大都督府长史柴绍先到霍邑城下观看形势，回来也说：“宋老生一夫之敌，我兵到必出战，可以俘虏。”李渊希望利用宋老生有勇无谋之名，9月8日下午，李渊与麾下左右数百轻骑先到霍邑城东五六里等待步兵，派二子领数名骑兵在霍邑城墙下移动，李渊分兵十余队从霍邑东南巡行到西南，举鞭指挥作安营围城状，并诟骂，希望诱使隋军出击。并派府掾殷开山催促后军马步军。宋老生果然被激怒，也望见李渊后军到，可能也视此为各个击破敌军的机会，率军从东门、南门分兵杀出，背城列阵。
李渊后军到，前军组成方阵阻拦隋军进攻，其余两军随其后。李渊想让军士先吃饭再战，李世民说：“时不可失。”李渊与李建成合阵于城东，李世民和柴绍列阵于城南。战事并非如李渊所想进行：李渊步兵和隋军初交锋时，隋军占上风击退李渊，可能是因为李渊未能将全部军队投入战场，且李建成在战斗中坠马为敌所乘。李渊趁机伪退。宋老生以为李渊害怕自己，继续进兵，离霍邑数里列营。李渊在交战前先派李建成、李世民杀向霍邑城门。李世民率军头段志玄等二骑从南原陡坡上奔下，冲断隋军，引兵奋击，杀出隋军之后，李世民手杀数十人，两把刀都砍缺了，满衣袖都是血，洒血再战。隋军大败，丢下兵器而走。李渊士气复振，散布宋老生被擒斩的谣言，隋军士气彻底崩溃，抵抗瓦解。隋军退向霍邑城门，来路已被李建成、李世民阻断，守军也已放下闸门。宋老生弃马投护城河，想攀城上扔下的绳子上城，离地一丈有余，被刘弘基部下军头卢君谔所部跃起斩首，传首李渊。
申时（下午3时正至下午5时正），日已暮，战斗以李渊的压倒性胜利告终，横尸流血数里。他趁将士斗志正锐，率军攻霍邑。虽然他缺乏围城工具，但守军规模太小，不足以抵抗李渊军，到酉时（下午5时正至下午7时正）霍邑就陷落了。
曾随李渊征伐，很受李渊亲待的鹰扬郎将常达当时也在霍邑随宋老生作战，宋老生败后，他吓得躲起来。李渊以为他已死，令人查看尸体寻找他，并怆然对左右说霍邑生灵因宋老生抵抗而涂炭，战死者中也有忠于自己的人，以后要用文德，不用兵戈。久后，常达仍归李渊。
李渊赏霍邑之功，并且强调不论良人或奴隶都论功行赏，又慰劳霍邑吏民，说不会怪罪宋老生以外的人，给他们的授官与跟随自己的人相当，选其中丁壮从军，分别隶属于左右领军大都督，不区别对待他们。这些被俘和投降之人高兴得如同再生一样。其中有想回家的关中军士，李渊授以五品散官遣归。于是内外都想着报效李渊。李渊仍以本官之礼葬宋老生，从此以书信招慰未归附者，没有不到的，来诣军中的都授朝散大夫以上官职，并吸纳愿意效力的逸民、道士等。李渊称如此封官是为了收揽人心。

## 参战人员
| 李渊军 - 大将军唐国公李渊 - 左领大都督陇西郡公李建成 - 统军长孙顺德 - 统军窦琮 - 左统军姜宝谊 - 左三统军李思行 - 右领大都督敦煌郡公李世民 - 右领军大都督府长史柴绍 - 右一统军王长谐 - 统军刘弘基 - 统军杨屯 - 军头卢君谔 - 右三统军李高迁 - 领兵队主许洛仁 - 军头、先锋段志玄 - 记室参军温大雅 - 府掾殷开山 - 大将军府长史裴寂 - 司功参军姜謩 - 图书王湛 - 右光禄大夫武士彟 - 郭某 - 朝散大夫庞卿恽 - 通议大夫樊世兴 - 记室正议大夫唐俭 | 隋军 - 虎牙郎将宋老生 † - 鹰扬郎将常达 |

## 后果
此胜后，李渊及其军队继续南下，10月中到黄河。部分军队被留下牵制蒲州的隋军，其余渡河，打败屈突通派出的虎牙郎将桑显和所领试图阻拦的数千隋军。华阴令李孝常以城池和重要的粮仓永丰仓投降，李渊发兵京城。途中，李渊与女儿柴绍妻平阳公主、堂弟李神通及他们各自组建的军队会师。当李渊军到大兴城时，有200,000军队。在短期围城后，11月9日，李渊军攻入京城。
这一成果使李渊成为帝位的一位主要竞争者，但当时尽管将军们呼吁他在那里称帝，他仍然伪装成隋朝忠臣：他保证隋朝皇室的安全且尊重他们，年轻的杨侑被立为隋恭帝，炀帝被尊为太上皇。直到距离杀死副手、正式与隋决裂后一年的618年6月16日，李渊才废黜傀儡皇帝，自称为唐朝开国皇帝，庙号高祖。新皇朝仍然要面对全国各地涌现的叛军和军阀，但在貞觀二年（628年），恩威并施的唐朝成功将中国安抚和统一在自己的统治下。
张说《起义堂颂》提到了霍邑之战。后来唐代宗也因山神指路事下诏祭祀霍山。

## 资料
- Graff, David A.  (PDF). Asia Major. Third Series (Princeton, NJ: Princeton University Press). 1992, 5 (1): 33–55  [2016-07-29]. ISSN 0004-4482. （原始内容存档 (PDF)于2018-09-15）.
- Graff, David A. . London and New York: Routledge. 2002. ISBN 0-415-23955-9.
- Template:Cite Cambridge History of China
- Template:Cite Cambridge History of China